# St. Ulrich (Heubach)

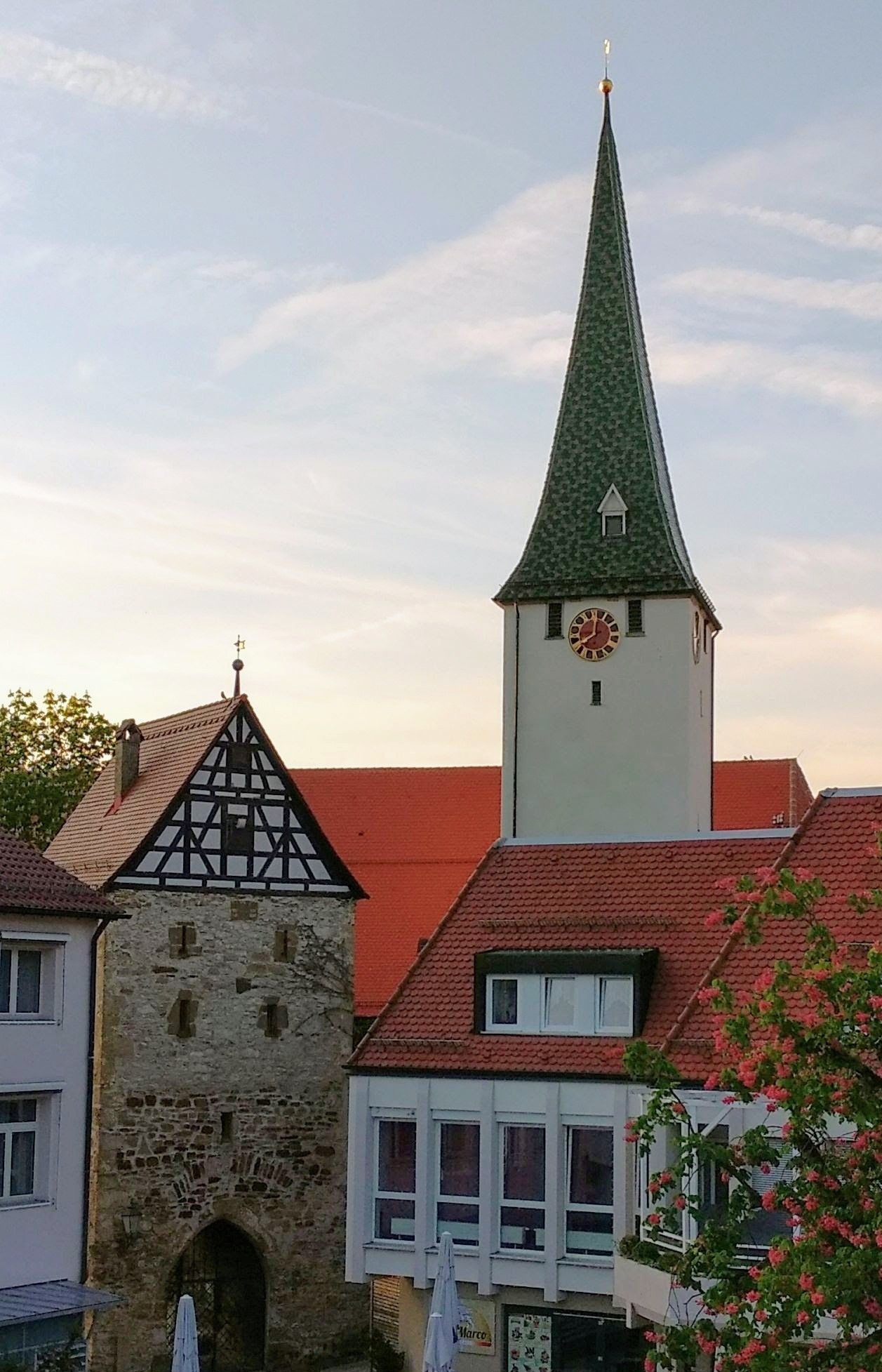
St. Ulrich in Heubach

Die evangelische Stadtkirche St. Ulrich ist ein geschütztes Kulturdenkmal nach dem Denkmalschutzgesetz. Sie steht in Heubach, einer Stadt im Ostalbkreis in Baden-Württemberg. Die Kirchengemeinde gehört zum Kirchenbezirk Schwäbisch Gmünd der Evangelischen Landeskirche in Württemberg. Namensgeber der Kirche ist Ulrich von Augsburg.

## Beschreibung
Die 1441 gebaute Saalkirche besteht aus einem Langhaus, einem eingezogenen, von Strebepfeilern gestützten Chor mit Fünfachtelschluss im Osten und einem Chorflankenturm, der mit einem spitzen Helm bedeckt ist, an der Südwand des Chors. Sein oberstes Geschoss beherbergt die Turmuhr und den Glockenstuhl. Im Innenraum, der mit Emporen ausgestattet ist, befinden sich ein Epitaph und Totenschilde aus dem 16. Jahrhundert für Familienmitglieder derer von Woellwarth, ferner Tafelbilder über die Passion Jesu und Wandmalereien über die Thronende Madonna.